# ホナタン・ソリアーノ・カサス
ホナタン・ソリアーノ・カサス（Jonathan Soriano Casas, 1985年9月24日 - ）は、スペイン・カタルーニャ州バルセロナ県エル・ポント・デヴィロマラ出身の元サッカー選手。現役時代のポジションはフォワード。

## 略歴
FCバルセロナの下部組織でサッカーを学び、2002年に同じ都市を本拠地とするライバルクラブのRCDエスパニョールに入団した。2009年7月、FCバルセロナBに移籍。スペイン・セグンダ・ディビシオンで32得点を記録しリーグ得点王に輝く。
2012年1月にオーストリア・ブンデスリーガのレッドブル・ザルツブルクへ移籍。移籍当初はなかなか活躍できず苦戦したものの、2012年6月に就任したロガー・シュミット監督（当時）の下、試合を重ねるたびにチームの攻撃の核に成長。オーストリア・ブンデスリーガやオーストリア・カップでの優勝のみならず、2013-14年シーズンのスタンダール・リエージュ(2-1、3-1)やアヤックス(3-0、3-1)を破ってのUEFAヨーロッパリーグ10連勝をはじめとした国際舞台での躍進にも貢献する
。
サディオ・マネ、アラン、ケヴィン・カンプルらと共に構成された攻撃陣は「ファンタスティック4」と高く評価された
。
2013-14シーズン以降は主将を任されている。
2017年2月27日に北京国安へ移籍。
2018年12月14日、アル・ヒラルへ1年半契約で移籍。
2019年8月31日、ジローナFCへ移籍。
2021年3月7日、CDカステリョンに加入した。
2021年9月24日、現役引退を表明した。

## 代表歴
スペインU-20代表では背番号「10」をつけ、2005年のFIFAワールドユース選手権に出場した。

## 個人成績
| クラブ                     | シーズン | リーグ戦 | リーグ戦 | カップ戦 | カップ戦 | 欧州カップ戦 | 欧州カップ戦 | 合計 | 合計 |
| クラブ                     | シーズン | 出場     | 得点     | 出場     | 得点     | 出場         | 得点         | 出場 | 得点 |
| -------------------------- | -------- | -------- | -------- | -------- | -------- | ------------ | ------------ | ---- | ---- |
| エスパニョール             | 2004-05  | 7        | 1        | -        | -        | -            | -            | 7    | 1    |
| エスパニョール             | 2005-06  | 3        | 0        | -        | -        | -            | -            | 3    | 0    |
| アルメリア                 | 2005-06  | 17       | 6        | -        | -        | -            | -            | 17   | 6    |
| エヒド                     | 2006-07  | 12       | 2        | -        | -        | -            | -            | 12   | 2    |
| エスパニョール             | 2007-08  | 24       | 2        | -        | -        | -            | -            | 24   | 2    |
| エスパニョール             | 2008-09  | 7        | 0        | -        | -        | -            | -            | 7    | 0    |
| アルバセテ                 | 2008-09  | 11       | 3        | -        | -        | -            | -            | 11   | 3    |
| バルセロナB                | 2009-10  | 32       | 18       | 1        | 0        | -            | -            | 33   | 18   |
| バルセロナB                | 2010-11  | 37       | 32       | -        | -        | -            | -            | 37   | 32   |
| バルセロナB                | 2011-12  | 10       | 5        | -        | -        | -            | -            | 10   | 5    |
| FCレッドブル・ザルツブルク | 2011-12  | 11       | 3        | 2        | 2        | 2            | 0            | 15   | 5    |
| FCレッドブル・ザルツブルク | 2012-13  | 33       | 26       | 4        | 3        | 1            | 0            | 38   | 29   |
| FCレッドブル・ザルツブルク | 2013-14  | 28       | 31       | 4        | 5        | 11           | 12           | 43   | 48   |
| FCレッドブル・ザルツブルク | 2014-15  | 32       | 31       | 5        | 7        | 12           | 8            | 49   | 46   |
| FCレッドブル・ザルツブルク | 2015-16  | 27       | 21       | 6        | 10       | 1            | 1            | 34   | 32   |
| FCレッドブル・ザルツブルク | 2016-17  | 13       | 8        | 0        | 0        | 10           | 4            | 23   | 12   |
| 北京国安                   | 2017     | 19       | 16       | 1        | 3        | -            | -            | 20   | 19   |

## タイトル
クラブ
RCDエスパニョール
- コパ・デル・レイ 2005-06
- スペイン・セグンダ・ディビシオン得点王：2010-11（32得点）

レッドブル・ザルツブルク
- オーストリア・ブンデスリーガ優勝（4回）: 2011-12, 2013–14, 2014–15, 2015-16
- オーストリア・カップ優勝（4回）: 2011-12, 2013–14, 2014–15, 2015-16

北京国安
- 中国FAカップ優勝（1回）: 2018

- UEFAヨーロッパリーグ得点王：2013–14（11得点）
- オーストリア・ブンデスリーガ得点王：2013–14（31得点）, 2014–15（31得点）, 2015-16（21得点）
- オーストリア・カップ得点王：2014–15（7得点）, 2015-16（10得点）